# Бери-бери
 Тази статия е за заболяването.  За етническата група вижте Канури.  
Бери-бери е болест, която представлява авитаминоза на витамин B1, водеща до полиневрит – заболяване, възникнало вследствие на недостатъчното количество витамин В1 (тиамин) в храната. Думата бери-бери идва от синхалски език и означава „не мога, не мога“.
Бери-бери е разпространена предимно в страните от Източна, Югоизточна и Южна Азия, където населението се храни основно с обелен ориз. Причината за възникването на болестта е установена през 1897 г. от холандския доктор Х. Ейкман, който работи на остров Ява. Ейкман предизвиква болестта у едно пиле, хранейки го само с варен обелен ориз и успява да го излекува с оризови трици. Веществото, което излекува пилето от болестта, съдържащо се в обелките на ориза, се оказва витамин В1.

## Признаци и симптоми
Характеризира се с поражения на периферните нерви на крайниците, разстройства на сърдечно-съдовата система и отоци, причинени от натрупването в организма на млечна и пирогроздена киселина. Необходимата дневна доза от витамин В1 при мъжете е 1,6 – 2,5 мг, при жените е 1,3 – 2,2 мг, а при децата – от 0,5 до 1,7 мг. При отсъствие в храната на витамин В1, в организма се нарушава въглехидратният обмен и се натрупват млечна и пирогроздена киселина.
Нервните нарушения (полиневритите) при бери-бери могат да доведат до парализи. Характерните признаци, по които можем да съдим за наличието на болестта са пристъпване на пръсти и на външната част на ходилото, без стъпване на петите. Затова, вследствие от слабостта на крайниците, започва да се ходи с патерици. При болните сърцето се уголемява, а пулса зачестява. Апетитът намалява и се появява запек. Наблюдава се отпадналост, болният бързо се уморява, появяват се отоци.

## Лечение
Лечението е приемане на препарати, съдържащи витамин В1, под формата на таблетки или на инжекции.

## Профилактика
Профилактиката представлява хранене с продукти, които съдържат витамин В1. Продуктите, които не съдържат витамин В1 (хляб и други изделия от бяло брашно, захар), не трябва да превишават по енергийна стойност повече от 1/3 от дневната дажба храна. Масовата профилактика е включване в храната на ръжен и пшеничен хляб, ядки, както и добавяне на витамин В1 в брашното.